# Furcula paradoxa
Furcula paradoxa är en fjärilsart som beskrevs av Hans Hermann Behr 1885. Furcula paradoxa ingår i släktet Furcula och familjen tandspinnare. Inga underarter finns listade i Catalogue of Life.